# Pierre Voélin
Pierre Voélin est un poète de langue française. Il a passé son enfance et son adolescence à Porrentruy. Après ses études de Lettres et d'Histoire de l'Art à Genève, il a vécu à Lausanne, de nombreuses années à Nyon; il vit actuellement  à Fribourg, où il fut professeur au lycée durant trente-six ans.
Il se définit volontiers comme un « poète frontalier », un poète de l'Est de l'Hexagone (la Franche-Comté et le Doubs, une frange alsacienne, le Territoire de Belfort) : là est inscrit son nom, là est l'espace de sa famille élargie, son lieu, et les principaux traits de sa sensibilité d'artiste, proche, plus au Nord, selon un critique, de celle d'un Georges de La Tour ; il est né en Ajoie, à Courgenay, le 24 mars 1949 ; il est originaire selon l'état civil de Alle (Jura). Mais la terre de France, à cause de son histoire et de son destin, de sa culture, de sa littérature, aura toujours été, aux yeux du poète, la grande et véritable Référence.
Après trois années passées dans un village-frontière, Vendlincourt, ses parents rejoignent Porrentruy ; il passera là, dans la petite ville princière, son enfance et son adolescence. Comme élève du Collège Saint- Charles, il doit s'exiler une année à Saint-Maurice d'Agaune pour y passer son baccalauréat, le canton de Berne interdisant aux chanoines de Porrentruy ce privilège d'enseigner la huitième et dernière année d'études, une séquelle disgracieuse du Kulturkampf. Le Jura libre n'étant pas encore délivré de la tutelle bernoise pour former un canton suisse.
Il choisit Genève pour entamer des études de Lettres et d'Histoire de l'Art ; il achèvera ce cycle d'études par une licence ès lettres à Fribourg. Dans ces deux universités, il rencontrera des professeurs exceptionnels qui deviendront des amis, parfois proches : Jean Starobinski, Yves Bonnefoy, et Jean Roudaut. Il se consacrera par la suite à l'enseignement de la littérature française au collège Sainte-Croix, à Fribourg.
D'un premier mariage avec Odile Evéquoz, il aura trois filles : Eléonore, Muriel, Garance ; et d'un second mariage, en 1994, avec Monique Dubey, un fils, Maxime.
Cofondateur des éditions Le feu de nuict avec Frédéric Wandelère[réf. nécessaire], il est l'auteur de nombreux livres de poésie parus chez certaines des meilleures maisons d'édition dédiées à la poésie : (Castella à Albeuve, Empreintes à Lausanne,La Dogana, à Genève, Cheyne au Chambon-sur-Lignon, Fata Morgana à Fontfroide-le-haut), des livres qui méditent le destin de l'Europe après les camps, et de quelques  essais qui éclairent son rapport au monde comme son recours à l'écriture poétique. Il aura écrit quelques-uns des plus secrets poèmes d'amour de ce début du vingt-et-unième siècle.
Ses poèmes sont traduits en plusieurs langues. Une anthologie bilingue est parue aux Etats-Unis sous le titre To Each Unfolding Leaf, en 2017, dans une traduction de John Taylor.
Il a reçu de nombreux Prix littéraires dont le Prix Canada/Suisse, à Montréal, en 1985 ; le Prix de l'Etat de Fribourg ; le Prix de l'Etat de Berne(auteur invité) ; il a été bénéficiaire d'une bourse de la Fondation Leenaards, à Lausanne, en 2015 ; il reçoit le Prix Louise-Labé, à Paris, en 2016, et, pour l'ensemble de son œuvre, le Grand Prix de Poésie Pierrette Micheloud en 2017.

## Œuvres

### Poésie
- Lierres, Le Feu de nuict, Fribourg, 1984
- Sur la mort brève, Albeuve, Castella, 1984 (Prix Canada/Suisse. Prix de l'Etat de Fribourg) ; rééd. Fontfroide Le Haut, Fata Morgana, 2017
- Lents passages de l'ombre, Albeuve, Castella, 1986
- Les Bois calmés, Genève, La Dogana, 1989 ; rééd. Fontfroide Le Haut, Fata Morgana, 2020
- Parole et famine, Lausanne, Empreintes, 1995
- La lumière et d'autres pas, Genève, La Dogana, 1997
- Dans l'œil millénaire, Le Chambon sur Lignon, Cheyne éditeur, 2005 (Prix de la Commission littéraire du canton de Berne (auteur invité) pour l'ensemble de l'œuvre)
- L'été sans visage, Lausanne, Empreintes, 2010
- Des voix dans l'autre langue, Genève, La Dogana, 2015 (Prix Louise Labé, 2016)
- Arches du vent, Fontfroide Le Haut, Fata Morgana, 2020
- Quatre saisons, plusieurs lunes, Chavannes-sur Renens, Empreintes, 2022
- Y. , Fontfroide Le Haut, Fata Morgana, Saint-Clément, 2023

### Essais
- La nuit accoutumée, Genève, Éditions Zoé, 2002
- De l'air volé, Genève, MētisPresses, 2012
- « Les mots génocidés », dans Les Mots du génocide (ouvrage collectif dirigé par David Collin et Régine Waintrater), Genève, MētisPresses, 2011

### Récits
- De l'enfance éperdue, Fontfroide Le Haut, Fata Morgana, 2017

### Anthologie
- Quatre poètes. Pierre Chappuis, Pierre-Alain Tâche, Pierre Voélin, Frédéric Wandelère, préface de Florian Rodari, Lausanne, Éditions l'Age d'Homme, coll. « Poche Suisse » (n° 172), 1998.
- To Each unfolding Leaf, anthologie bilingue (français/anglais/), traduction par John Taylor, Fayetteville, New York, The Bitter Olander Press, 2017
- Traduction de l'italien : Sur la mort brève/Sulla morte breve, traduit par Grazia Bernasconi-Romano, Casagrande, Lugano, 2004
- Traduction de l'espagnol : Aurora Boreal, Mario Camelo

Pierre Voélin, depuis la parution de ses premiers livres en 1984, expose une poétique fondée sur la rencontre de l'humilité et de la sévérité. Conditions d'une poésie libre, lucide, ouverte à la compassion envers les victimes de toutes les propagandes, en particulier celles des génocides et des persécutions du vingtième siècle. Si cette poésie n'efface rien du donné naturel, elle s'établit à distance des jeux formels, de l'héritage surréaliste ou de productions langagières sans rapport avec la condition historique des hommes. Cette expérience poétique, placée sous le double signe, paradoxal en apparence, de la foi et de la finitude, ne cesse de dialoguer avec des voix d'ici et d'ailleurs : René Char, Philippe Jaccottet, Pierre Chappuis, Paul Celan, Ossip Mandelstam, Emily Dickinson, Gerard Manley Hopkins, Umberto Saba et Jean Grosjean.
Prendre la mesure du terrifiant vingtième siècle, le poète né en son cœur, et le voir s'éloigner, aura été la tâche la plus fervente. Partant d'une sorte de honte à partager, cette poésie qui ne cesse de méditer son impossible achèvement, sa moindre prise sur le réel, rappelle toutefois la nécessité d'une célébration de la beauté du monde telle qu'elle nous est offerte et serait possiblement reçue. Selon une note récente tirée du Carnet noir du poète, inédit à ce jour : " La vie secrète n'a guère de secrets, elle circule plutôt comme une eau vive entre les choses, les saisons; elle se glisse entre les êtres surtout, leurs désirs, leur patience, ou leurs renoncements. On ne l'aperçoit pas, à peine si on la devine à des heures choisies, aucune place pour elle dans le furieux combat des représentations. Elle s'écoule discrète, indiscernable souvent, insoupçonnable, mystérieuse."

## Fonds d'archives
Fonds : Pierre Voélin [30 boîtes d'archives]. Collection : Archives littéraires suisses; Cote : ALS-Voélin. Berne : Bibliothèque nationale suisse (présentation en ligne).

## Sources
- « Pierre Voélin », sur la base de données des personnalités vaudoises sur la plateforme « Patrinum » de la Bibliothèque cantonale et universitaire de Lausanne.
- A.-L. Delacrétaz, D. Maggetti, Ecrivaines et écrivains d'aujourd'hui, p. 413-414
- Histoire de la littérature en Suisse romande, sous la dir. R. Francillon, vol. 4. p. 458
- Al. Nicollier, H.-Ch. Dahlem, Dictionnaire des écrivains suisses d'expression française, vol. 2, p. 887-888
- Dictionnaire de poésie de Baudelaire à nos jours, sous la direction de Michel Jarrety, Paris, P.U.F., 2001